# Egon Kühebacher
Egon Kühebacher (San Candido, 12 giugno 1934) è un linguista, storico e germanista italiano di lingua tedesca.

## Biografia
Frequenta le scuole primarie al suo paese d'origine, per poi frequentare il ginnasio al Vinzentinum di Bressanone e il liceo dei Francescani di Bolzano. Si laurea in germanistica all'Università di Innsbruck nel 1959, dove diviene successivamente docente.
Dal 1964 al 1967 è stato membro del Deutscher Sprachatlas di Marburgo, in Germania, dal 1973 al 1998 del Südtiroler Kulturinstitut di Bolzano, nonché presidente del Bund Südtiroler Volksbühnen dal 1969 al 1981, e fondatore del museo presso l'ex Monastero benedettino di San Candido.
Nella sua lunga attività, Kühebacher si è sempre occupato dei dialetti tirolesi e della loro origine, della storia, della cultura e del folclore dell'Alto Adige. Autore di numerose pubblicazioni, tutte in lingua tedesca, l'unica sua pubblicazione in italiano è stata Paesaggio culturale e artistico del territorio di San Candido del 2003. Ha ricevuto il Walther-von-der-Vogelweide-Preis nel 1998.